# Cova les Balçs
La Cova les Balçs és una cova del terme de Conca de Dalt, al Pallars Jussà, dins de l'antic terme de Toralla i Serradell, al Pallars Jussà, en territori del poble de Rivert.
Està situada a l'extrem nord de les Balçs, al sud-oest i a tocar del poble de Rivert, a la dreta del barranc del Balç.